# Troyon
Troyon ist eine französische Gemeinde mit 231 Einwohnern (Stand 1. Januar 2022) im Département Meuse in der Region Grand Est (bis 2015 Lothringen). Sie gehört zum Arrondissement Commercy, zum Kanton Saint-Mihiel und zum Gemeindeverband Sammiellois.

## Geografie
Die Gemeinde Troyon liegt an der Maas, etwa 50 Kilometer westlich von Metz und auf halbem Weg zwischen Verdun und Saint-Mihiel an der ehemaligen Route nationale 64. Zu Troyon gehören die Ortsteile Liseral und Palameix. Nachbargemeinden von Troyon sind Ranzières im Norden, Vaux-lès-Palameix im Nordosten, Lacroix-sur-Meuse im Osten und Südosten, Woimbey im Süden, Bouquemont im Südwesten, Tilly-sur-Meuse im Westen sowie Ambly-sur-Meuse im Nordwesten.

## Geschichte
Während des Ersten Weltkriegs starben in der Gegend von Troyon tausende Soldaten im Kampf oder anschließend in Lazaretten.
Im September 1914 kämpften Truppen des Deutschen Heeres, um die Maashöhen einzunehmen und um bei St. Mihiel einen Brückenkopf westlich der Maas zu erobern. Am 8. September begannen Verbände der 5. Armee, das Fort de Troyon mit Granaten zu beschießen. Das Fort, zur Barrière de fer gehörend, war das einzige ernsthafte Hindernis auf dem Weg flussabwärts nach Verdun. Am 13. September stellten sie das Feuer ergebnislos ein.
Bald erstarrte die Front, wie an anderen Abschnitten der Westfront auch. Bis 1918 wurde ein Stellungskrieg geführt. Während der Schlacht um Verdun (Februar bis Dezember 1916) lagen im Umland von Verdun, so auch in und um Troyon, zahlreiche deutsche Truppen, die aber nicht über das Fort Troyon hinaus kamen. 
Truppen der American Expeditionary Forces mit französischen Verbänden griffen vom 12. bis zum 15. September in der Schlacht von St. Mihiel an und zwangen die deutschen Truppen, den dortigen Frontbogen ('la poche de Saint-Mihiel) aufzugeben. Damit endete die deutsche Besetzung dieses Gebiets.

### Bevölkerungsentwicklung
| Jahr                       | 1962 | 1968 | 1975 | 1982 | 1990 | 1999 | 2005 | 2019 |
| -------------------------- | ---- | ---- | ---- | ---- | ---- | ---- | ---- | ---- |
| Einwohner                  | 316  | 290  | 240  | 201  | 187  | 213  | 215  | 244  |
| Quellen: Cassini und INSEE |      |      |      |      |      |      |      |      |

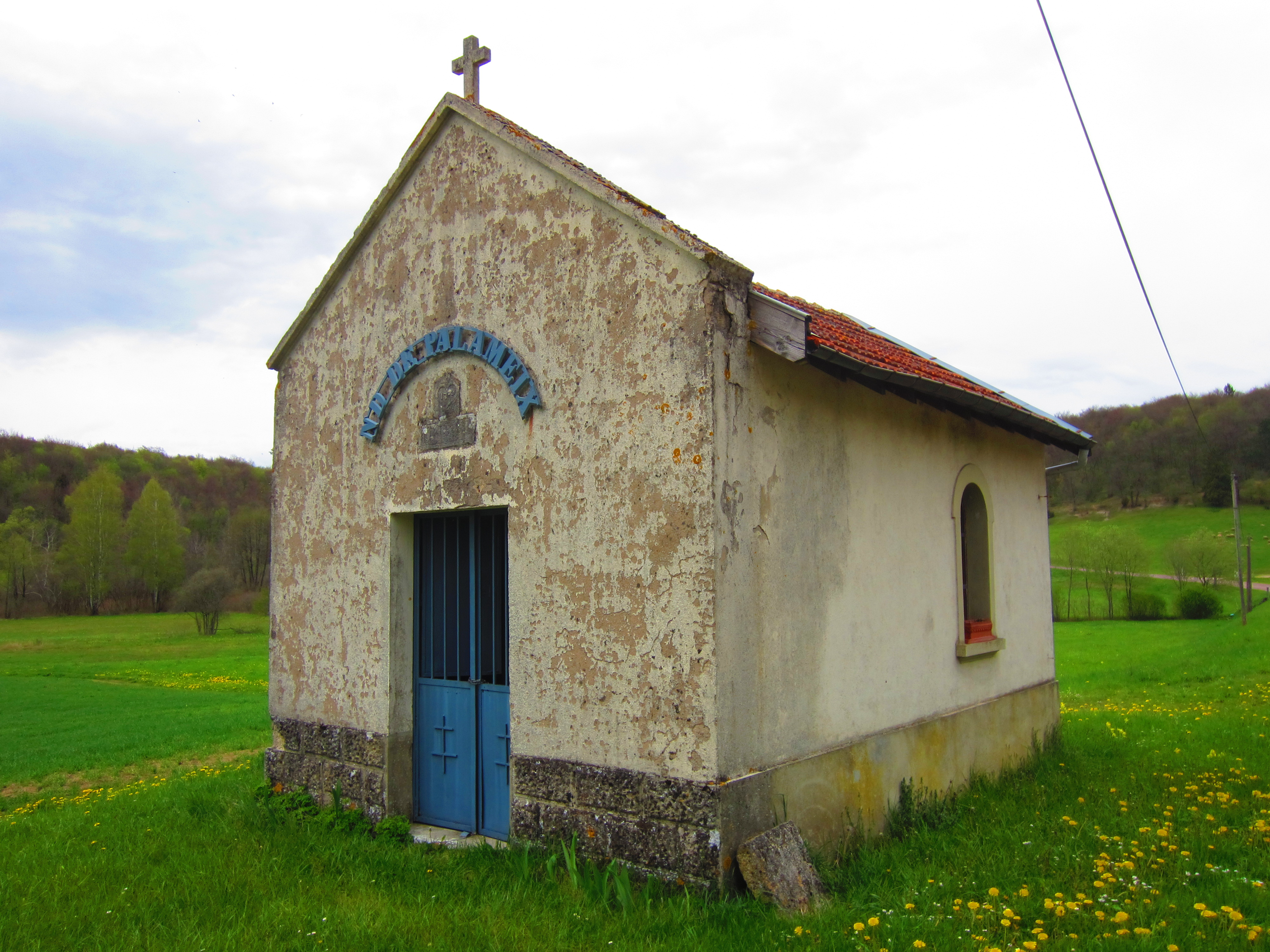
Kapelle Notre-Dame-de-Palameix
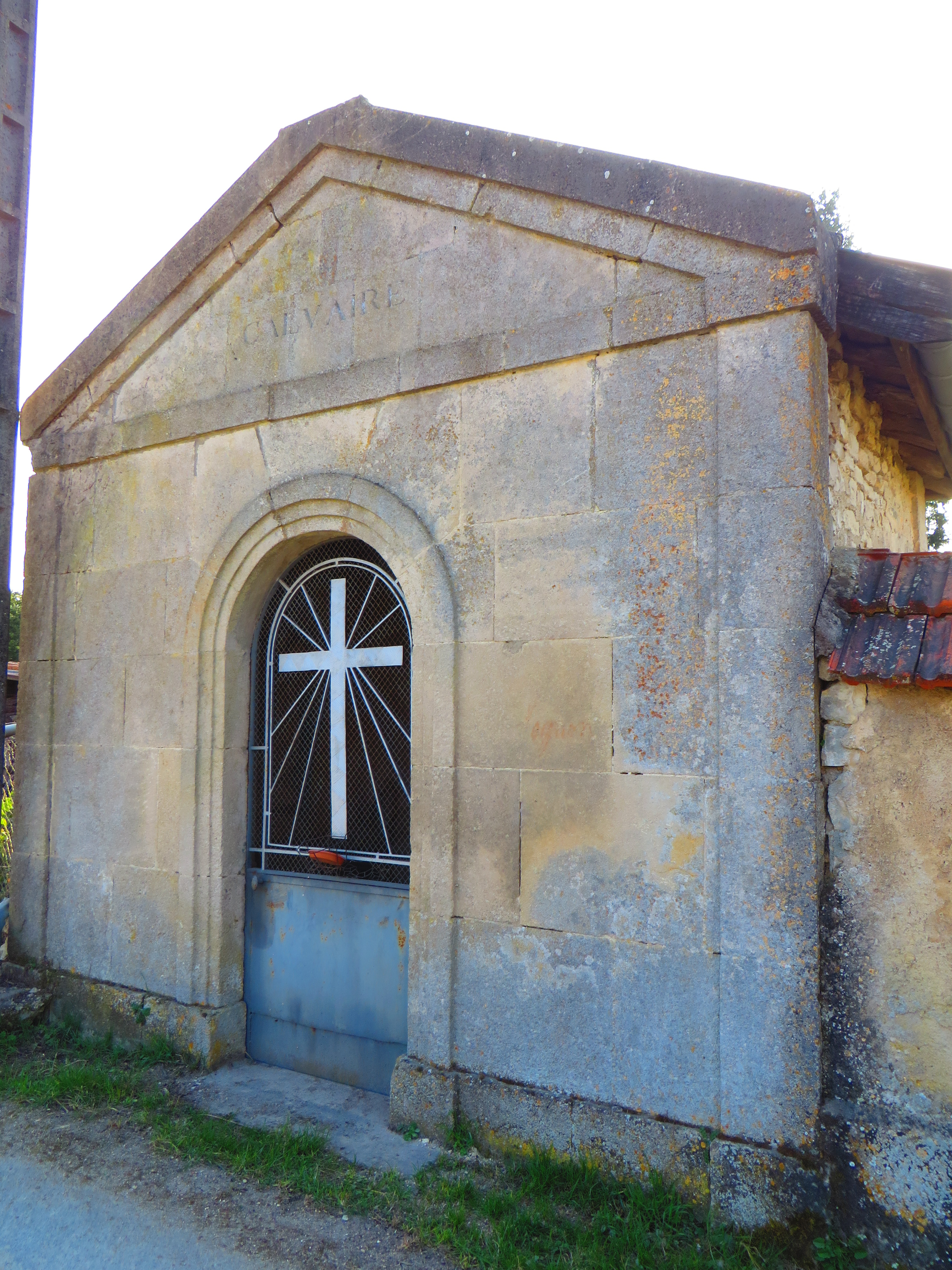
Kapelle Sainte-Anne
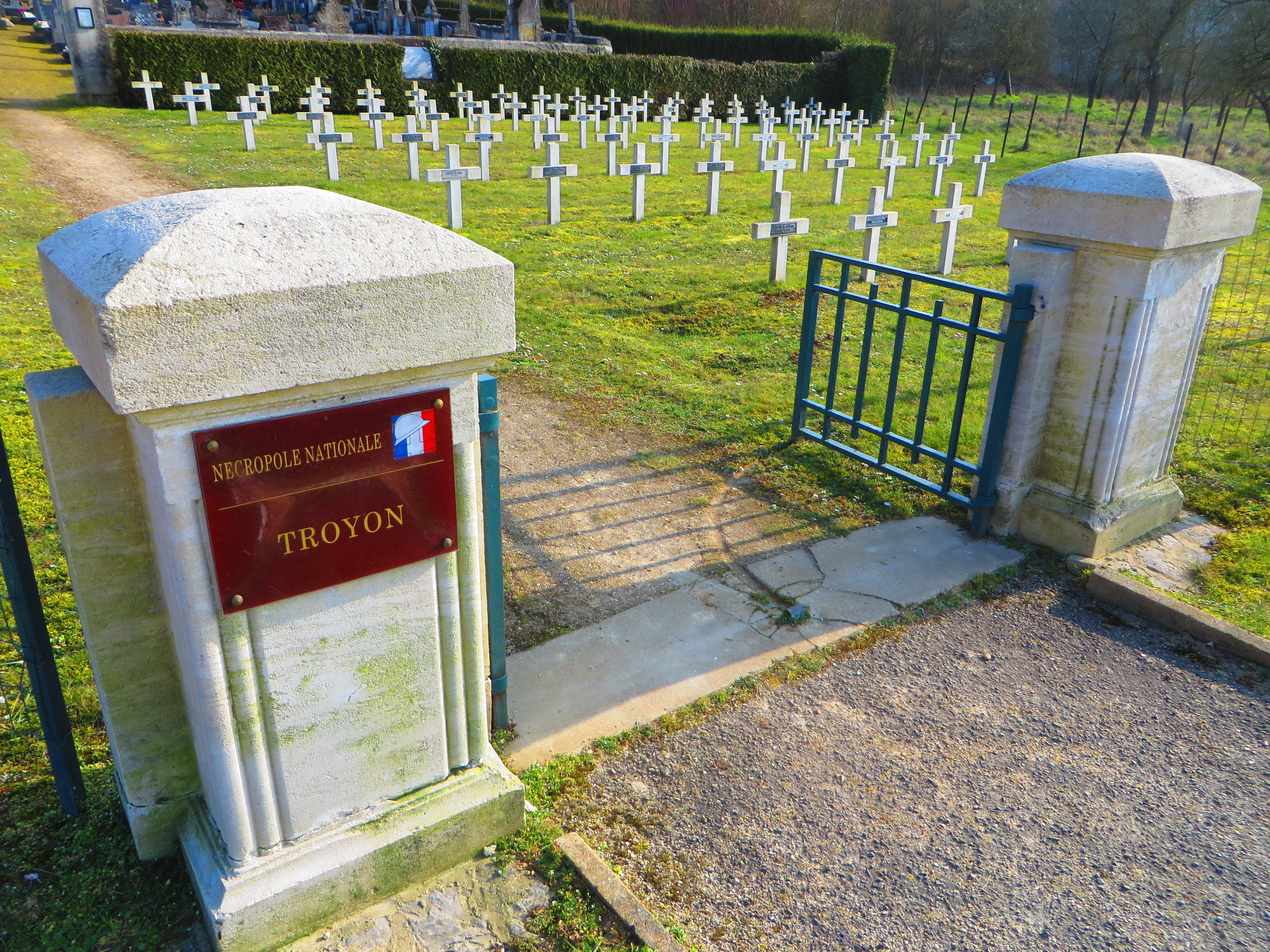
Französischer Soldatenfriedhof
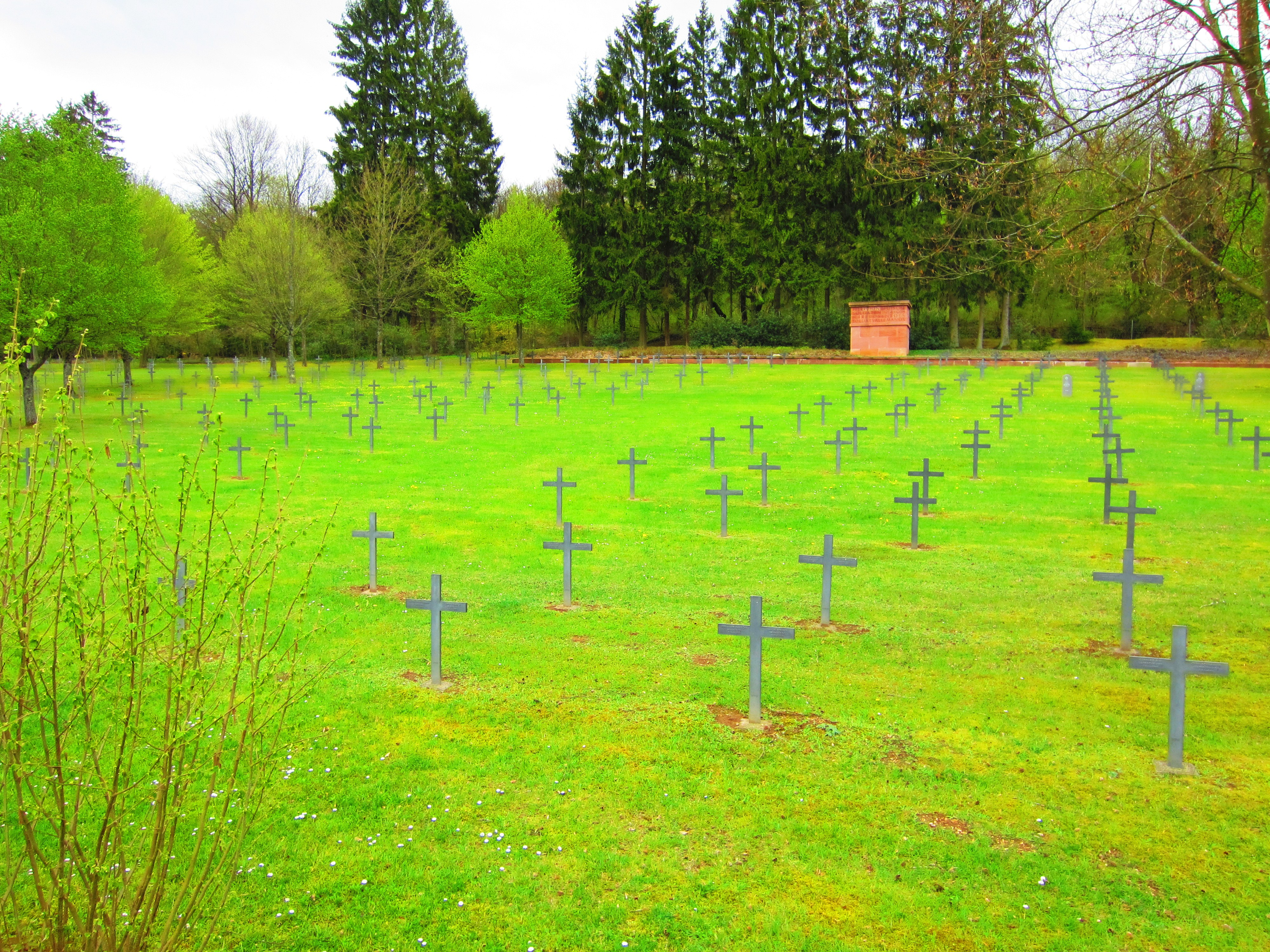
Deutscher Soldatenfriedhof

## Soldatenfriedhof Troyon Vaux les Palameix
Zwischen den Ortsteilen Liseral und Palameix gibt es einen deutschen Soldatenfriedhof. Dort sind 5590 Soldaten bestattet, die auf deutscher Seite im Ersten Weltkrieg kämpften und starben.